# Eupithecia druentiata
Eupithecia druentiata är en fjärilsart som beskrevs av Karl Dietze 1902. Eupithecia druentiata ingår i släktet Eupithecia och familjen mätare. Inga underarter finns listade i Catalogue of Life.

## Bildgalleri

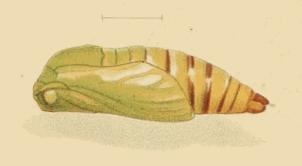
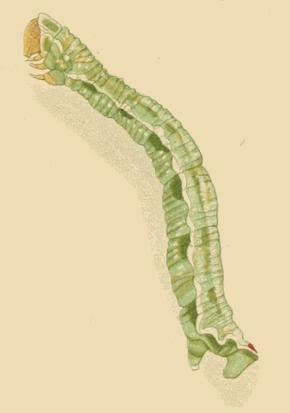
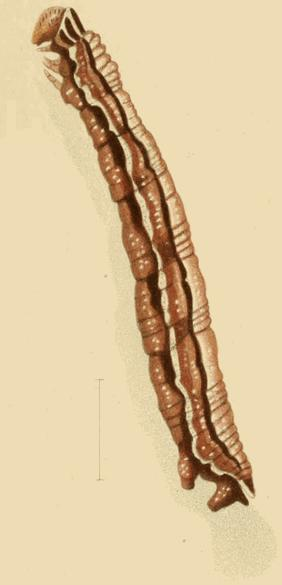
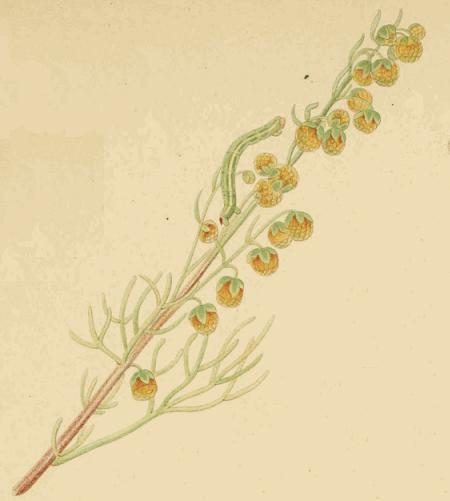